# 40 Pułk Piechoty (Imperium Rosyjskie)

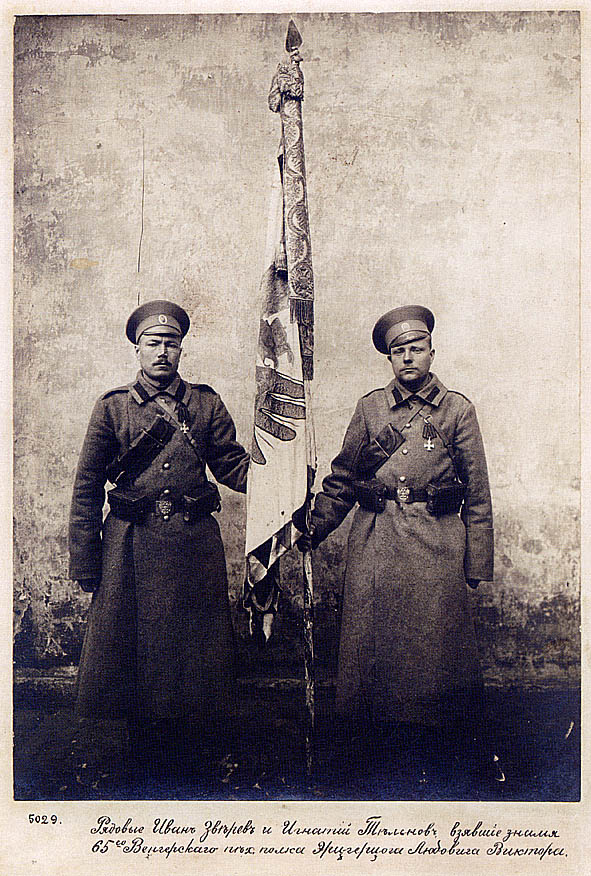
Sztandar pułku

40 Koływański pułk piechoty (ros. 40-й пехотный Колыванский полк) – oddział piechoty okresu Imperium Rosyjskiego.

## Charakterystyka
Sformowany w 1798. Stacjonował między innymi w Morszansku. Nosił nazwy: Koływański pp (1811–1833), Koływański pjegr (1833–1856).

 W przededniu I wojny światowej pułk etatowo posiadał cztery bataliony po cztery kompanie oraz kompanię tyłową. Kompania piechoty czasu wojny liczyła około 240 żołnierzy i 4–5 oficerów. Na szczeblu pułku występował także pododdział karabinów maszynowych (8 km), łączności (w tym 14 konnych gońców i 21 telefonistów) i zwiadowczy (64 zwiadowców, w tym 4 kolarzy). W sumie pułk liczył około 4000 żołnierzy.

W  lipcu 1914, na bazie zalążków wydzielonych z pułku, w ramach 2 fali mobilizacyjnej, sformowany został rezerwowy 244 pułk piechoty.

40 pułk piechoty rozformowany został w 1918.

## Podporządkowanie
Lipiec 1914:
- 5 Korpus Armijny – Woroneż[9]
  - 10 Dywizja Piechoty – Niżny Nowogród
    - 1 Brygada Piechoty – Kozłów
      - 40 Koływański pułk piechoty – Morszansk